# Међународни рукометни турнир шампиона Добој
Међународни рукометни ТВ турнир шампиона Добој је рукометно такмичење на међународном нивоу које се сваке године одржава у Добоју. Овај турнир је један од најпрестижнијих пријатељских турнира на свету.

## Историја
Први рукометни турнир у Добоју одржан је 1965. године, на њему су учествовали само клубови из Југославије, а победник је била екипа Партизана из Грачанице. Тимови из иностранства наступили су на турниру први пут 1969. године, а позив су добили Бохемианс из Прага, Динамо из Брашова и Спартакус из Будимпеште. Прве TВ камере биле су постављене 1970. године, када је снимана и накнадно емитована репортажа о турниру и финални сусрет између Борца из Бањалуке и Дукле из Прага. Такмичење није организованао за време рата у Босни између 1992. и 1996. Међународна рукометна федерација (ИХФ) је фебруара 2011. године уврстио Међународни рукометни турнир у Добоју у званични календар такмичења. 
Главни спонзори ове манифестације су влада Републике Српске, Савет министарства БиХ и град Добој.

## Правила такмичења
| Награда  |         |
| Победник | 10000 € |
| Други    | 5000 €  |
| Трећи    | 2500 €  |

Такмичење се одржава по унапред утврђеним правилима, тако да на турниру учествује 8 екипа подељених у две групе. Стални учесник је домаћа екипа Слоге, док осталих 7 екипа добија позив од организатора такмичења. Утакмице се играју по једнокружном систему. Екипе које освоје прво место у својој групи играју финале турнира, док се другопласиране екипе боре за треће место. Утакмице суде судије међународне и савезне категорије. Екипе које освоје неко од прва три места организатор такмичења додељује новчану награду, осим тога додељује се награда за најбољег играча турнира, стрелца, голмана и награда за фер-плеј.

## Успешност клубова
| Број турнира | Година | Победник              |
| ------------ | ------ | --------------------- |
| I            | 1965.  | РК Партизан Грачаница |
| II           | 1966.  | РК Партизан Добој     |
| III          | 1967.  | РК Борац Бања Лука    |
| IV           | 1968.  | РК Партизан Бјеловар  |
| V            | 1969.  | РК Партизан Бјеловар  |
| VI           | 1970.  | РК Борац Бања Лука    |
| VII          | 1971.  | РК Борац Бања Лука    |
| VIII         | 1972.  | РК Гумерсбах          |
| IX           | 1973.  | РК Борац Бања Лука    |
| X            | 1974.  | РК Црвена звезда      |
| XI           | 1975.  | РК Партизан Бјеловар  |
| XII          | 1976.  | РК Партизан Бјеловар  |
| XIII         | 1977.  | РК Партизан Бјеловар  |
| XIV          | 1978.  | РК Партизан Бјеловар  |
| XV           | 1979.  | РК ЦСКА Москва        |
| XVI          | 1980.  | РК Стеауа Букурешт    |
| XVII         | 1981.  | РК Стеауа Букурешт    |
| XVIII        | 1982.  | РК ЦСКА Москва        |
| XIX          | 1983.  | РК Металопластика     |
| XX           | 1984.  | РК ЦСКА Москва        |
| XXI          | 1985.  | РК Црвенка            |
| XXII         | 1986.  | РК Металопластика     |
| XXIII        | 1987.  | РК Слога Добој        |
| XXIV         | 1988.  | РК ЦСКА Москва        |
| XV           | 1989.  | РК Црвена звезда      |
| XXVI         | 1990.  | РК Веспрем            |
| XXVII        | 1991.  | РК Пролетер Зрењанин  |
| XXIII        | 1996.  | РК Пелистер Битољ     |
| XXIX         | 1997.  | РК Пелистер Битољ     |
| XXX          | 1998.  | РК Партизан Београд   |
| XXXI         | 1999.  | РК Железничар Ниш     |
| XXXII        | 2000.  | РК Синтелон           |
| XXXIIII      | 2001.  | РК Пик Сегед          |
| XXXIV        | 2002.  | РК Кретеј             |
| XXXV         | 2003.  | РК Вардар Скопље      |
| XXXVI        | 2004.  | РК Партизан Београд   |
| XXXVII       | 2005.  | РК Гепинген           |
| XXXVIII      | 2006.  | РК Чеховски Медведи   |
| XXXIX        | 2007.  | РК Адемар Леон        |
| XL           | 2008.  | РК Нордхорн           |
| XLI          | 2009.  | РК Вардар Скопље      |
| XLII         | 2010.  | РК Сијудад Реал       |
| XLIII        | 2011.  | РК Барселона          |
| XLIV         | 2012.  | РК Барселона          |
| XLV          | 2013.  | РК Татран Прешов      |
| XLVI         | 2014.  | РК Татран Прешов      |
| XLVII        | 2015.  | РК Горење Велење      |
| XLVIII       | 2016.  | РК ЦСМ Букурешт       |
| XLIX         | 2017.  | РК ЦСМ Букурешт       |
| L            | 2018.  | РК Татран Прешов      |
| LI           | 2019.  | РК МХБ Шартр          |
| LII          | 2021.  | РК Загреб             |
| LIII         | 2022.  | РК Ал'Ахли            |
| LIV          | 2023.  | РК Барселона          |
| LV           | 2024.  | РК Ал'Ахли            |
| LVI          | 2025.  | РК Веспрем            |

| Клуб освајач          | Број титула |
| --------------------- | ----------- |
| РК Партизан Бјеловар  | 6           |
| РК Борац Бања Лука    | 4           |
| РК ЦСКА Москва        | 4           |
| РК Татран Прешов      | 3           |
| РК Барселона          | 3           |
| РК Црвена звезда      | 2           |
| РК Стеауа Букурешт    | 2           |
| РК Металопластика     | 2           |
| РК Пелистер Битољ     | 2           |
| РК Партизан Београд   | 2           |
| РК Вардар Скопље      | 2           |
| РК ЦСМ Букурешт       | 2           |
| РК Ал'Ахли            | 2           |
| РК Веспрем            | 2           |
| РК Партизан Грачаница | 1           |
| РК Партизан Добој     | 1           |
| РК Гумерсбах          | 1           |
| РК Црвенка            | 1           |
| РК Слога Добој        | 1           |
| РК Пролетер Зрењанин  | 1           |
| РК Железничар Ниш     | 1           |
| РК Синтелон           | 1           |
| РК Пик Сегед          | 1           |
| РК Кретеј             | 1           |
| РК Гепинген           | 1           |
| РК Чеховски Медведи   | 1           |
| РК Адемар Леон        | 1           |
| РК Нордхорн           | 1           |
| РК Сијудад Реал       | 1           |
| РК Горење Велење      | 1           |
| РК МХБ Шартр          | 1           |
| РК Загреб             | 1           |